# فرنسوا غيران
فرنسوا غيران (بالفرنسية: François Guérin) هو ممثل فرنسي، ولد في 12 ديسمبر 1927 في باريس، وتوفي بنفس المدينة في 26 أكتوبر 2003.

## المسيرة المهنية
بدأ فرنسوا غيران مسيرته الفنية في بداية خمسينيات القرن العشرين، وشارك في عدد كبير من الأفلام الفرنسية، خاصة خلال الخمسينيات والستينيات، واشتهر بأدواره في أفلام تجمع بين الطابع الدرامي والرومانسي.
كان أداؤه متميزاً في فيلم "Eyes Without a Face" عام 1960، حيث جسد دور الدكتور جاك فيرنون، وهو من أشهر أدواره وأكثرها تميّزًا.
كما شارك في المسرح، وأدى دور البطولة في المسرحية الشهيرة Boeing-Boeing التي لاقت نجاحًا كبيرًا على خشبات المسرح الفرنسي في الستينيات.

## أبرز الأعمال
- Douze heures de bonheur (1952)
- Mam’zelle Nitouche (1954)
- Mitsou (1956)
- Ramuntcho (1959)
- Les Yeux sans visage – Eyes Without a Face (1960)
- Week-end à Zuydcoote (1964)

## الحياة لاحقًا
بحلول أواخر السبعينيات، خف نشاطه السينمائي وبدأ بالظهور في أعمال تلفزيونية، كما توجّه لاحقًا إلى مجال الإخراج. أخرج عدداً من الأعمال التلفزيونية والأفلام القصيرة في الثمانينيات والتسعينيات.

## وفاته
توفي فرنسوا غيران في باريس في 26 أكتوبر 2003 عن عمر ناهز 75 عامًا، بعد مسيرة فنية تجاوزت ثلاثة عقود.

## وصلات خارجية
- فرنسوا غيران على موقع IMDb (الإنجليزية)
- فرنسوا غيران على موقع ألو سيني (الفرنسية)
- فرنسوا غيران على موقع أول موفي (الإنجليزية)
- فرنسوا غيران على موقع قاعدة بيانات الأفلام السويدية (السويدية)
- فرنسوا غيران على موقع قاعدة بيانات الفيلم (الإنجليزية)
- فرنسوا غيران على موقع كينوبويسك (الروسية)
- أرشيف AllMovie
- أرشيف AlloCiné
- أرشيف IDRef